# Georges Schützenberger
Pour les articles homonymes, voir Schützenberger.
Georges Frédéric Schutzenberger est un homme politique français né à Strasbourg (Bas-Rhin) le 8 avril 1799 et mort dans la même ville le 24 janvier 1859.

## Biographie
Agrégé de droit en 1829, professeur à la faculté de Strasbourg, Georges Schützenberger est maire de Strasbourg de 1837 à 1848 et conseiller général. Il est député du Bas-Rhin de 1842 à 1845, siégeant au centre gauche.
Le chimiste Paul Schützenberger est l'un des trois fils de Georges Schützenberger et Frédérique Fischer.